# Jean-Pierre Grandjean
Jean-Pierre Grandjean (né à Lausanne le 4 octobre 1950) est un photographe et graphiste vaudois.

## Biographie
Né à Lausanne le 4 octobre 1950, d’origine franco-suisse, Jean-Pierre Grandjean, ancien directeur d'une agence publicitaire, découvre la photographie pendant ses études de graphiste.
Photographe de voyage, il travaille au moyen format, simultanément en couleurs et en noir/blanc. Ses travaux sur l’Asie (Tibet, Viêt-nam, Angkor, etc.) et l’Amérique latine ont fait l’objet de plusieurs expositions et publications.
Il vit et travaille à Genève[Quand ?] après avoir vécu longtemps à Jouxtens-Mézery.[Quand ?]